# Gartow
Gartow is een gemeente in de Duitse deelstaat Nedersaksen. De gemeente maakt deel uit van de Samtgemeinde Gartow in het Landkreis Lüchow-Dannenberg. Gartow telt 1.460 inwoners.
- Gemeinsame Normdatei: 4019318-4
- MusicBrainz: a4e27f74-53ba-46c7-bb78-8ab647cdd43a
- Virtual International Authority File: 237226981
- WorldCat: E39PBJkT8jjgFXCjmcCt97fg8C

Bergen an der Dumme · 
Clenze · 
Damnatz · 
Dannenberg · 
Gartow · 
Göhrde · 
Gorleben · 
Gusborn · 
Hitzacker · 
Höhbeck · 
Jameln · 
Karwitz · 
Küsten · 
Langendorf · 
Lemgow · 
Lübbow · 
Lüchow · 
Luckau · 
Neu Darchau · 
Prezelle · 
Schnackenburg · 
Schnega · 
Trebel · 
Waddeweitz · 
Woltersdorf · 
Wustrow · 
Zernien